# La Fiancée du pendu
La Fiancée du pendu (titre original : The Bride of Newgate) est un roman policier historique de John Dickson Carr paru en 1931.
Ni Henri Bencolin, ni Gideon Fell, ni Henry Merrivale, les trois détectives récurrents de cet auteur, n'apparaissent dans ce roman.
L'action du roman se déroule en Angleterre en 1815. Un homme, Derwent, a été drogué, enlevé et laissé près d'un homme tué à l'épée. Tout laisse penser qu'il y a eu duel entre les deux hommes. Or le duel étant réservé à la noblesse et Derwent étant roturier, il est condamné à être pendu sous 48 heures. Une femme le contacte pour lui proposer un marché : elle doit se marier avant son 25e anniversaire, donc d'ici 10 jours, faute de quoi elle ne sera pas héritière de son grand-père. Derwent accepterait-il un mariage en blanc ? Derwent, qui n'a rien à perdre ni à gagner, accepte. Le mariage est célébré la veille du jour prévu pour son exécution. Mais une nouvelle inattendue arrive : Napoléon a été battu à Waterloo et son oncle et ses cousins, ses plus proches parents, y ont été tués. Darwent reçoit leur titre de noblesse et leurs propriétés. Les faits ayant conduit au jugement ayant été commis le lendemain de la bataille de Waterloo, il avait le droit de se battre en duel. La décision de condamnation devient donc caduque et Derwent est libéré. Il va donc tenter de découvrir qui a manigancé le complot visant à le faire pendre.

## Principaux personnages
- Richard Derwent : jeune gentilhomme anglais.
- Lord Francis Oxford : personne morte, prétendûment en duel avec Derwent.
- Horace Cotton : prêtre.
- Hubert Mulberry : avocat de Derwent.
- Caroline Ross : jeune noble mariée avec Derwent.
- Elias Crockit : juriste et homme de confiance de Caroline Ross.
- John Buckstone : ami de Caroline Ross.
- Dorothy Spencer : jeune femme dont Richard Derwent est amoureux.

Le terme « Fiancée » du titre peut faire référence, au choix, ou bien à Caroline Ross, ou bien à Dorothy Spencer.

## Résumé
Le roman comporte 23 chapitres.

### Mise en place de l'intrigue
Chapitres 1 à 6.
19 juin 1815. Derwent a été drogué, enlevé et laissé près de lord Francis Oxford, tué à l'épée. Tout laisse penser qu'il y a eu duel entre les deux hommes. Or le duel étant réservé à la noblesse et Derwent étant roturier, il est condamné à être pendu sous 48 heures. Il attend son exécution dans la prison de Newgate.
Miss Caroline Ross le contacte pour le proposer un marché : elle doit se marier avant son 25e anniversaire, donc d'ici 10 jours, faute de quoi elle ne sera pas héritière de son grand-père. Derwent accepterait-il un « mariage en blanc » ? Derwent, qui n'a rien à perdre ni à gagner, accepte.
Le mariage est célébré la veille du jour prévu pour son exécution. Mais une nouvelle inattendue arrive : Napoléon a été battu à Waterloo le 18 juin 1815 ; son oncle et ses deux cousins qui pouvaient prétendre à la succession y ont été tués. Darwent a automatiquement reçu lors de leur décès leur titre de noblesse et leurs propriétés. Les faits ayant conduit au jugement ayant été commis le lendemain de la bataille de Waterloo, il avait le droit de se battre en duel. La décision de condamnation devient donc caduque et Derwent est libéré.

### Enquête et aventures
Chapitres 7 à 20.

### Dénouement et révélations finales
Chapitres 21 à 23.

## Dédicace
Le roman est dédié à l'épouse de l'auteur, Clarice :
« À Clarice,

Comme R.L.S. l'a si bien dit, il y a longtemps :

Si dans ces pages imparfaites / Il y a quelque exploit ou quelque talent, / Et qu'un feu s'y consume / Tout le mérite te revient. »

## Source bibliographique
- Roland Lacourbe, John Dickson Carr : scribe du miracle. Inventaire d'une œuvre, Amiens, Encrage, 1997, p. 95.